# Сексдрайв
«Сексдрайв» (англ. Sex Drive) — комедийный фильм 2008 года о выпускнике средней школы, который собирается в поездку через несколько штатов, чтобы встретиться с девушкой, с которой он познакомился в чате. Фильм снят по роману Энди Беренса All the Way. Фильм был снят режиссёром Шоном Андерсом, главные роли исполнили Джош Цукерман, Кларк Дьюк и Аманда Крю. Джеймс Марсден и Сет Грин снялись в эпизодических ролях.

## Сюжет
Йэн Лафферти (Джош Цукерман) — 18-летний девственник, вынужденный терпеть насмешки от старшего брата и завидующий своему другу Лансу (Кларк Дьюк), который пользуется несомненным успехом у девушек. Он тайно влюблён в свою школьную подругу Фелицию (Аманда Крю), которая относится к Йэну просто как к другу. Йэн общается онлайн с Мисс Киской (Ms. Tasty) (Катрина Боуден), где выставляет себя крутым, мускулистым спортсменом. Неожиданно он получает приглашение от Мисс Киски приехать к ней в Ноксвилл, штат Теннесси. Поскольку он живёт в пригороде Чикаго, он крадёт второй ключ от машины брата Рекса (Джеймс Марсден) — Pontiac GTO 1969 года выпуска — и берёт с собой друга Ланса. Когда к ним присоединяется Фелиция, Йэну приходится соврать, что он едет к своей бабушке…
Во время путешествия их ожидают различные неприятности и неожиданности, такие, как стычка с ревнивым мужем, автостопщик и амиши, разбирающиеся в спортивных автомобилях и устраивающие рок-концерты. Брат Йэна, Рекс, настигает их, когда троица встречается с Мисс Киской (и её парнем). Ланс наконец-то находит счастье среди амишей, Йэн признаётся в любви Фелиции и лишается с ней девственности, а гомофоб Рекс признаётся, что он гей.

## В ролях
- Джош Цукерман — Йэн Лафферти
- Аманда Крю — Фелиция Альпин
- Кларк Дьюк — Ланс Джонсон
- Джеймс Марсден — Рекс Лафферти
- Сет Грин — Иезекииль
- Катрина Боудэн — «Мисс Киска»
- Чарли Макдермотт — Энди
- Дейв Шеридан — Бобби Джо
- Дэвид Кокнер — автостопщик
- Кэйли Хэйес — Сэнди
- Эллисон Вайсман — Becca
- Элис Гречин — Мэри
- Fall Out Boy снялась камео

## Релиз
- В Северной Америке показ состоялся 17 октября 2008 года, а в Великобритании 9 января 2009.
- Фильм был выпущен на двух DVD-дисках и Blu-ray 24 февраля 2009, с версиями в 111 минут и 130 минут.

## Саундтрек
- В трейлере фильма прозвучали такие композиции, как Time to Pretend группы MGMT, Fa-Fa-Fa группы Datarock, Let’s Ride группы Airbourne и Bang Bang to the Rock n Roll итальянской группы Gabin.
- Группа Fall Out Boy снялась камео в фильме, исполнив песню Fame < Infamy из своего альбома Infinity on High. Они также сыграли акустическое исполнение Grand Theft Autumn/Where Is Your Boy. Это дань дружбе группы с исполнительным продюсером фильма Сетом Грином. Также во время финальных титров звучит песня I Don’t Care.
- В фильме звучит песня Life is Beautiful группы Vega4.
- Композиция Let's Get It Up группы AC/DC из альбома 1981 года For Those About to Rock (We Salute You) звучит несколько раз в течение фильма, в те моменты, когда GTO появляется в кадре.
- Песня Danger Zone Кенни Логгинса звучит во время гонки Йэна на Pontiac GTO с Mitsubishi Eclipse на шоссе.
- В фильме можно также услышать композиции Donovan, Jem, Hot Hot Heat, Switches, Pornosonic и Nitty.

## Отзывы и рецензии
Фильм получил смешанные отзывы критиков. На сайте Rotten Tomatoes, основанные на 106 обзорах, 46 % критиков дали фильму положительную оценку.